# Il dono di Nicholas
Il dono di Nicholas è un film per la televisione del 1998, diretto da Robert Markowitz e basato sulla vicenda di Nicholas Green.

## Trama
La vera storia di Nicholas Green, piccolo turista americano ucciso durante una sparatoria sull'autostrada Salerno-Reggio Calabria, e che donando gli organi salvò la vita di ben sette italiani.